# مقاطعة كلارندون (كارولينا الجنوبية)
مقاطعة كلارندون هي مقاطعة في كارولينا الجنوبية، تتبع كارولاينا الجنوبية، بلغ عدد سكانها 34٬971  نسمة، في 2010، عاصمتها مانينغ، تبلغ مساحتها 1٬802 كيلومتر مربع.

## الموقع
تشترك في الحدود مع:
- مقاطعة سومتر (كارولينا الجنوبية)
- مقاطعة بيركلي (كارولينا الجنوبية)
- مقاطعة أورانجبورغ
- مقاطعة ويليامسبورغ (كارولاينا الجنوبية)
- مقاطعة فلورنسا (كارولاينا الجنوبية)
- مقاطعة كالهون.

## التقسيمات الإدارية
- مانينغ.

## أعلام
- جون لورنس مانينغ
- جون بيتر ريتشاردسون الثاني
- أنتوني باتلر